# Аттік (композитор)
Клеон Тріантафіллу (грец. Κλέων Τριανταφύλλου, 1 квітня 1885 — 29 серпня, 1944) — грецький поет, композитор і виконавець своїх пісень. Він був одним з провідних представників «світлої пісні» початку 20 століття. Ширше відомий під сценічним псевдонімом Аттік (грец. Αττίκ).
Незадовго до своєї смерті він знявся в кінострічці «Оплески» (грец. Χειροκροτήματα) Йоргоса Тзавелласа, яка містила майже автобіографічні елементи з життя. Пісні Клеона Тріантафіллу виконувались також співачкою Данаі Стратігопулу.

## Найпопулярніші пісні
- «Παπαρούνα» (1936)
- «Της μιας δραχμής τα γιασεμιά» (1939)
- «Είδα μάτια» (1909)
- «Ζητάτε να σας πω» (1930)
- «Μαραμένα τα γιούλια» (1935)
- «Άδικα πήγαν τα νιάτα μου» (1936)
- «Αν βγουν αλήθεια» (1920)
- «Τα καημένα τα νιάτα» (1918)